# Пыталово
Пыта́лово (в 1925—1938 годах — Я́унлатгале, латыш. Jaunlatgale; в 1938—1945 годах — А́брене, латыш. Abrene) — город (с 1933 года) в России, административный центр Пыталовского района Псковской области. Образует одноимённое городское поселение. В 1995—2005 годах город составлял муниципальное образование Пыталово, в 2005—2010 годах являлся центром Пыталовской волости.

## География
Город расположен на реке Утроя (притоке реки Великой), на расстоянии примерно 90 км к юго-западу от Пскова и в 10—15 км к востоку от российско-латвийской границы. Площадь города — 7,7 км² (2020 г.). Имеется железнодорожная станция (пассажирские перевозки не осуществляются).

## История

### Этимология
В специальной научной литературе топоним «Пыталово» производится от фамилии «Пыталов». У псковских краеведов есть также версия, основывающаяся на народных преданиях: в 1766 году эти земли были пожалованы императрицей Екатериной ІІ некому гвардейскому поручику Пыталову.
Существует и латвийская версия происхождения названия города, появившаяся во второй половине 1980-х годов. По ней «Пыталово» произошло от названия средневекового латгальского раннефеодального государственного образования Талава (латг. Talova, латыш. Tālava) и означает «земля у Талавы» (Pietālava). Однако территория современного Пыталова находилась рядом с другим латгальским государственным образованием — Атзеле (Очела), исторические земли которого иногда включают в крайне восточный ареал Талавы. При этом в 1925 году якобы исконно латгальский топоним «Пыталово» был переименован сначала в Яунлатгале («Новая Латгалия»), а в 1938 году — в Абрене.
Для обоснования переименования города в «Абрене» в довоенной Латвии приводилась версия о возможном существовании в XIII—XVI веках на Вышгородецкой горе, недалеко от современного Пыталова, Абренского замка.
Согласно историческим источникам, под 1341 годом впервые упоминается Кокшинская волость Псковской земли, на которую часто нападали ливонцы (старинное село, ныне деревня, Кокшино находится в 18 км к югу от современного Пыталова), под 1427 годом есть письменное упоминание о русском православном храме на месте современного Вышгородка. В 1476 году там же был основан псковский пригород Городец (позднее Вышгородок), разрушенный ливонцами в 1480 году (в 1511 году, при великом князе московском Василии III, в него были переселены некоторые жители Пскова).

### XVIII—XIX века
Впервые Пыталово упоминается в 1782 году как деревня Дубецкой (Дубоцкой) губы Островского уезда Псковского наместничества. К 1811 году — это небольшое сельцо Островского уезда Псковской губернии. В списке населённых пунктов последней четверти XIX века упоминается второе название сельца (имения) Пыталово — Ново-Дмитриевское.
В 1863 году, вскоре после завершения строительства Санкт-Петербурго-Варшавской железной дороги, на её 345-й версте — между станциями Жогово (ныне Ритупе) и Пондеры (ныне Пундури) — была построена полустанция (полустанок) Пыталово. Она располагалась неподалёку от имения Пыталово, находившегося на противоположном берегу реки Утроя. В 1881 году бывший полустанок стал полноценной железнодорожной станцией.
С нескольких жилых домов, возведённых рядом со станцией Пыталово, начал свою историю пристанционный посёлок.

### XX век

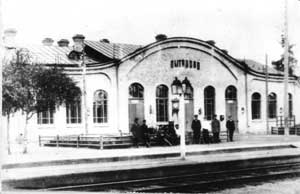
Вокзал станции Пыталово

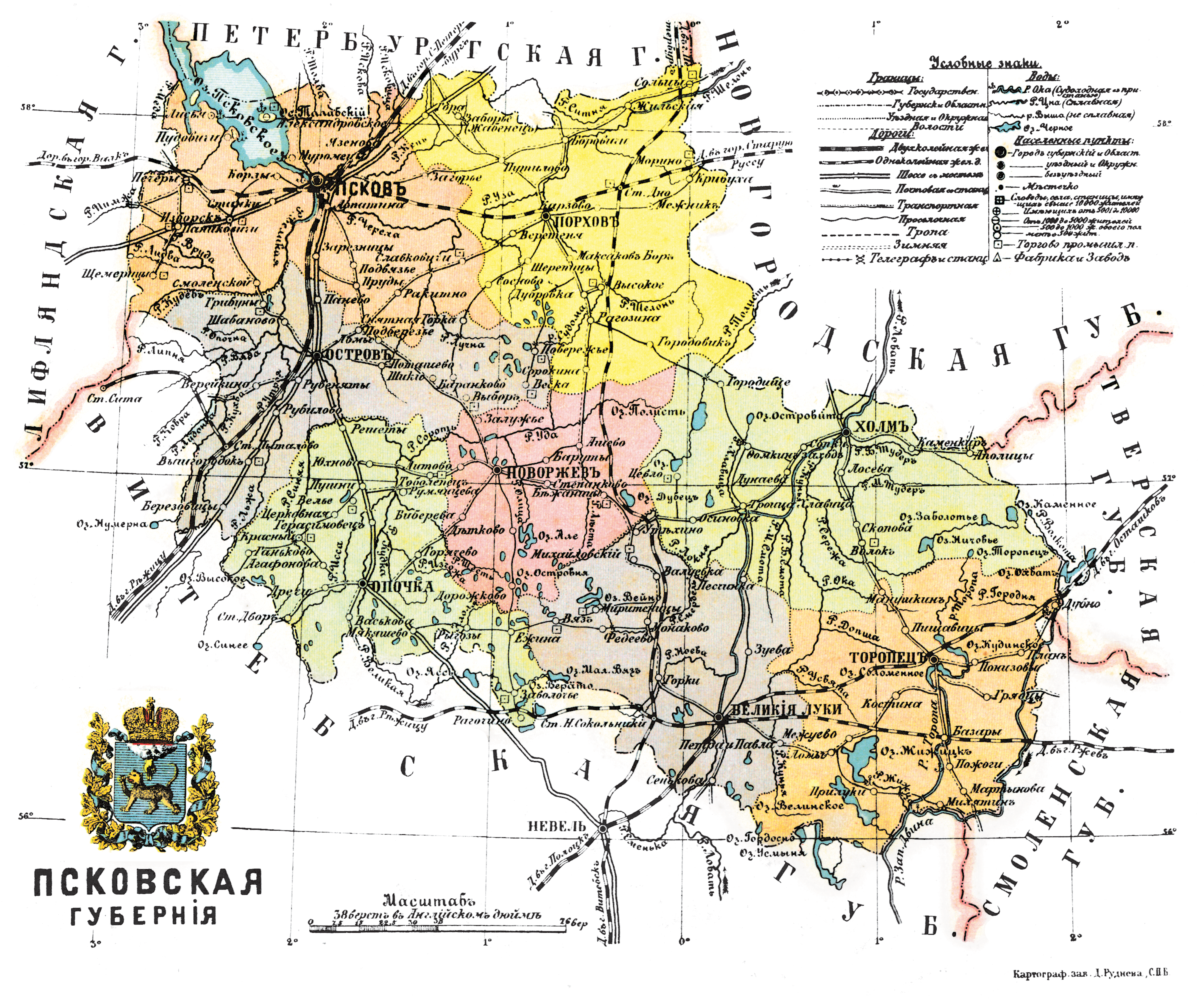
Станция Пыталово на карте Псковской губернии, 1913 год

В 1904 году вместо дощатого здания для пассажиров, находившегося рядом с центральной платформой станции Пыталово, построен новый железнодорожный вокзал. В 1908—1916 годах также возвели открытые товарные платформы, здание товарной конторы, девять жилых домов и другие постройки.
В январе 1918 года на территории Островского уезда установили советскую власть. Однако в годы Гражданской войны в России Пыталово не раз переходило из рук в руки: 23 февраля 1918 года в посёлок вступили войска германских интервентов, затем в ноябре 1918 года советская власть в Пыталове была восстановлена. Однако в январе 1920 года посёлок и его окрестности заняли части латвийской армии.

#### В составе Латвии
Согласно условиям подписанного 11 августа 1920 года Рижского мирного договора западная часть Островского уезда Псковской губернии (бо́льшая часть Вышгородецкой, в том числе и станция Пыталово, бо́льшая часть Толковской, почти вся Качановская и незначительная часть Грибулевской волостей) была передана Латвийской Республике и включена в состав Лудзенского уезда.
В 1925 году Пыталово переименовали в Яунлатгале (латыш. Jaunlatgale — дословно «Новая Латгалия»), посёлок стал центром вновь образованного Яунлатгальского уезда (выделен из состава Лудзенского уезда).
В Яунлатгале были зарегистрированы евангелическо-лютеранская, римско-католическая и православная общины. В 1929—1931 годах в центре Яунлатгале построен деревянный православный храм Николая Чудотворца (архитектор В. М. Шервинский), напоминающий своим обликом шатровые храмы Русского Севера. Кроме того, в 1924 году заложено здание Яунлатгальской евангелическо-лютеранской церкви (архитектор Паулс Кундзиньш), освящённое только в 1936 году.
В 1933 году посёлок Яунлатгале получил статус города. Его население было многонациональным и многоконфессиональным. По состоянию на 1935 год в Яунлатгале проживали русские (626 чел., или 50,4 % из 1242 жителей), латыши (479 чел., или 38,6 %), евреи (61 чел., или 4,9 %), белорусы (25 чел., или 2,0 %), поляки (24 чел., или 1,9 %), эстонцы (10 чел., или 0,8 %), немцы, литовцы и др. На конец 1935 года в городе насчитывалось 114 домов — 105 одноэтажных и 9 двухэтажных (среди них было 6 кирпичных домов, 103 деревянных и 5 смешанных). Действовали государственная гимназия, двухгодичная сельскохозяйственная школа, латышская и русская основные школы.
1 апреля 1938 года город Яунлатгале переименован в Абрене (а Яунлатгальский уезд стал именоваться Абренским).
После создания Латвийской ССР летом 1940 года, в составе делегации Народного сейма Латвии, присутствовавшей на проходившей со 2 по 6 августа 1940 года сессии Верховного Совета СССР, Абренский уезд представлял второй секретарь уездного комитета Коммунистической партии Латвии П. О. Дергач.
С 1940 по 1944 год Абрене — центр Абренского уезда Латвийской ССР.

#### В годы Великой Отечественной войны

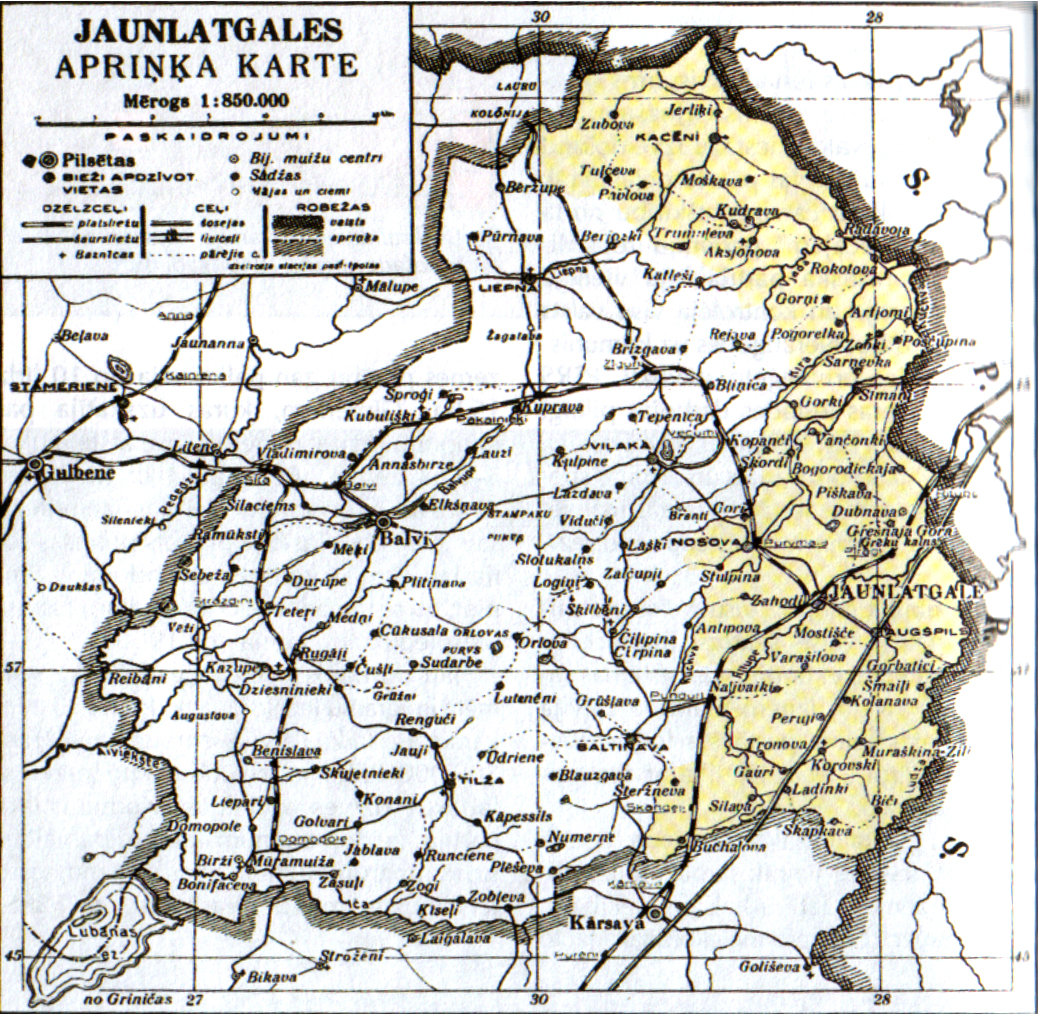
Яунлатгале (Пыталово) на карте Яунлатгальского уезда Латвии (середина 1920-х — середина 1930-х гг.).
Жёлтым цветом показана часть уезда, возвращённая в состав РСФСР
в 1945 году

22 июня 1941 года нацистская Германия напала на СССР. Уже на пятый день войны, 27 июня, самолёты люфтваффе нанесли бомбовый удар по вышедшему из Абрене в сторону Пскова поезду, повредив железнодорожное полотно, которое затем быстро восстановили абренские железнодорожники. В деревнях Абренского уезда появились немецкие диверсанты, переодетые в форму военнослужащих Красной армии. Для борьбы с ними в Абрене создали истребительный батальон, в него вступило 300 человек.
Однако обстановка на фронте быстро ухудшалась, 30 июня 1941 года недалеко от Абрене завязались ожесточённые бои. В направлении города отходили подразделения 181-й и 183-й стрелковых дивизий, входившие в состав 27-й армии генерал-майора Н. Э. Берзарина, а также группа курсантов Рижского пехотного училища. Далее их задачей было движение к Острову, Опочке и Новоржеву с целью занять новые рубежи обороны по реке Великой.
5 июля 1941 года в город вошли немецкие войска, началась продолжительная его оккупация.
У Баластницкой горы, неподалёку от Абрене, солдаты специальных подразделений оккупационных войск и карательные отряды из их местных пособников без суда и следствия расстреливали советских активистов и захваченных в плен красноармейцев (всего в течение первого месяца оккупации на территории Абренского уезда было расстреляно около 3 тыс. человек). Переполненными оказались тюрьмы; территорию бывшей гимназии и часть домов напротив железнодорожной станции оккупанты обнесли забором из колючей проволоки и превратили в концентрационный лагерь. Молодёжь угоняли на каторжные работы в Германию.
В ответ на зверства оккупантов в Абрене и Абренском уезде началось активное народное сопротивление. Здесь возникла широко разветвлённая сеть подполья, возглавлявшаяся антифашистским комитетом (создан Домиником Каупужем, Павлом Дергачом, Фёдором Ларионовым и Владимиром Константиновым). Группа подпольщиков действовала, в частности, на железнодорожной станции Абрене. Железнодорожники по заданию комитета выводили из строя паровозы, взрывали цистерны с горючим, похищали из вагонов оружие и доставляли его боевым группам. В сентябре — октябре 1943 года вблизи Абрене партизаны провели ряд диверсий на железной дороге (так называемая «рельсовая война»).
22 июля 1944 года в ходе Псковско-Островской наступательной операции город Абрене освободили воины 56-й и 364-й стрелковых дивизий 123-го стрелкового корпуса генерал-майора В. А. Вержбицкого (действовал в составе 54-й армии генерал-лейтенанта С. В. Рогинского 3-й Прибалтийского фронта).
В ходе войны город был разрушен на 40 %, относительно целыми оставались чуть более 70 жилых и административных зданий.

#### В составе РСФСР
23 августа 1944 года указом Президиума Верховного Совета СССР в составе РСФСР была образована Псковская область. В её состав, в ответ на просьбы местного населения (среди которого преобладали русские) и представлений Президиума Верховного Совета Латвийской ССР и Президиума Верховного Совета РСФСР, передавалась восточная часть Абренского уезда, включавшая город Абрене и шесть волостей: Каценскую, Упмальскую, Линавскую, Пурвмальскую, Аугшпилсскую и Гаурскую. При этом в тексте указа упоминались Толковская, Качановская и Вышгородская (Вышгородецкая) волости (в соответствии с административным делением на 1920 год).
Указом Президиума Верховного Совета РСФСР от 16 января 1945 года на переданной территории образованы Качановский и Пыталовский районы. Городу Абрене было возвращено название Пыталово.
В 1945—1959 годах и с 1965 года Пыталово — центр Пыталовского района (в 1959—1965 годах город был в составе Островского района).
С освобождением города начинается восстановление городского хозяйства. В 1945 году в Пыталове создаются райпромкомбинат (действовали кирпичное и известковое производства, изготавливались телеги, сани, мебель) и пищекомбинат (выпускал варенье, повидло, хлебный квас). В 1944—1956 годах в городе функционировал Пыталовский зооветеринарный техникум (создан на базе сельскохозяйственной школы).
Первые десятилетия после войны Пыталово застраивалось одно- и двухэтажными жилыми домами. В 1954 году началось асфальтирование улиц города, в 1962 году построено трёхэтажное здание средней школы, стал работать льнозавод, несколько позднее — швейно-галантерейная фабрика. В 1967 году было открыто Пыталовское сельское профессионально-техническое училище № 4.
В 1969 году возведено здание кинотеатра (ныне Дом культуры). В 1970-е годы построено около 70 многоэтажных жилых домов и производственных зданий, фактически город расширил свою территорию более чем в два раза.
В 1980-е годы в городе открылась гостиница «Русь», введены в эксплуатацию здание новой больницы и автостанция, проведена частичная реконструкция железнодорожной станции, создан Музей дружбы народов.
В 1987 году в Пыталове создана лаборатория Всесоюзного научно-исследовательского института экономики сельского хозяйства (ВНИЭСХ), которую возглавил известный учёный-экономист Р. Э. Прауст.

#### 1990-е годы
В 1990-х годах население Пыталова столкнулось с серьёзными экономическими трудностями. Город захлестнула волна безработицы. Из промышленных предприятий города продолжали работу только швейная фабрика и типография; льнозавод, молокозавод и другие предприятия прекратили существование.
После распада СССР Пыталовский район стал приграничным, поэтому в городе разместились структуры таможенной службы России.

### XXI век
После восстановления независимости Латвия длительное время предъявляла к России территориальные претензии по поводу Пыталова и прилегающих территорий. Они основывались на том, что современная Латвия, рассматривая себя как правопреемницу Латвийской Республики 1918—1940 годов, отрицала законность передачи восточной части Абренского уезда в состав РСФСР и ссылалась при этом на Рижский мирный договор 1920 года. 23 мая 2005 года на встрече с коллективом газеты «Комсомольская правда» президент России Владимир Путин отверг эти территориальные претензии.
В 2007 году был положен конец многолетнему спору: 27 марта премьер-министры России и Латвии М. Е. Фрадков и А. Калвитис подписали в Москве договор о государственной границе, в котором Латвия официально отказалась от претензий на Пыталовский район. 17 мая 2007 года парламент Латвии принял закон о ратификации договора, а 29 мая закон утверждён президентом Латвии. 18 декабря договор ратифицирован Россией; в тот же день министры иностранных дел обеих стран М. Риекстиньш и С. В. Лавров обменялись в Риге ратификационными грамотами, что означало вступление договора в силу.
На основе федерального закона от 6 октября 2003 года № 131-ФЗ «Об общих принципах организации местного самоуправления в Российской Федерации» проведена реформа органов местного самоуправления. 1 января 2006 года образовано муниципальное образование Пыталово со статусом «городское поселение».

## Население
| 1959  | 1970  | 1979  | 1989  | 1992  | 1996  | 1998  | 2000  | 2001  | 2002  | 2004  | 2005  |
| ----- | ----- | ----- | ----- | ----- | ----- | ----- | ----- | ----- | ----- | ----- | ----- |
| 3453  | ↗4099 | ↗5173 | ↗7100 | ↗7200 | ↗7300 | ↘7200 | →7200 | ↘7100 | ↘6806 | ↘6650 | ↘6542 |
| 2006  | 2007  | 2008  | 2009  | 2010  | 2011  | 2012  | 2013  | 2014  | 2015  | 2016  | 2017  |
| ↘6426 | ↘6257 | ↘6070 | ↘5953 | ↘5826 | ↘5819 | ↘5687 | ↘5574 | ↘5447 | ↘5424 | ↘5406 | ↘5335 |
| 2018  | 2019  | 2020  | 2021  |       |       |       |       |       |       |       |       |
| ↗5348 | ↗5350 | ↗5354 | ↘5263 |       |       |       |       |       |       |       |       |

На 1 января 2025 года по численности населения город находился на 1065-м месте из 1124 городов Российской Федерации.
Национальный состав
По итогам переписи населения 2020 года проживали следующие национальности (национальности менее 0,1 % и другое, см. в сноске к строке «Другие»):
| Национальность | Численность, чел. | Доля     |
| -------------- | ----------------- | -------- |
| Русские        | 4862              | 92,38 %  |
| Белорусы       | 78                | 1,48 %   |
| Армяне         | 69                | 1,31 %   |
| Азербайджанцы  | 25                | 0,48 %   |
| Украинцы       | 22                | 0,42 %   |
| Латыши         | 12                | 0,23 %   |
| Ингуши         | 7                 | 0,13 %   |
| Другие         | 188               | 3,57 %   |
| Итого          | 5263              | 100,00 % |

## Образование
В городе функционируют Пыталовская средняя школа имени А. А. Никонова, три детских сада, Пыталовский районный дом детского творчества, Пыталовская детско-юношеская спортивная школа. Также работают школа искусств (три музыкальных класса: домра, баян, фортепиано), Пыталовская центральная районная библиотека и Пыталовская центральная районная детская библиотека.

## Здравоохранение
Медицинское обслуживание жителей города осуществляет Пыталовский филиал Островской межрайонной больницы (включает стационар и поликлинику).

## Культура и достопримечательности

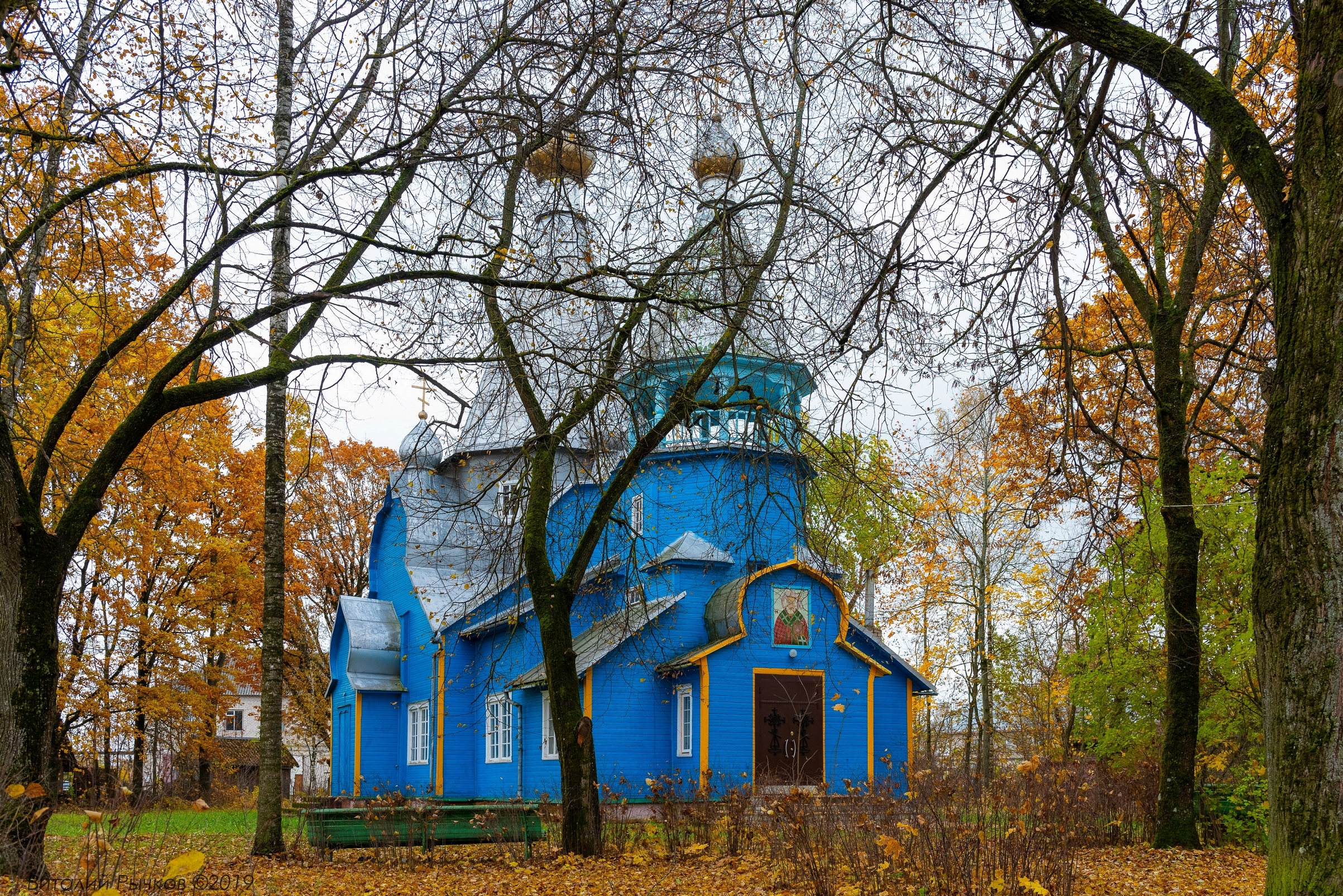
Церковь Святителя Николая Чудотворца

В 1987 году открылся краеведческий Пыталовский музей дружбы народов, являющийся филиалом Псковского музея-заповедника (находится в здании бывшей лютеранской кирхи, построенной в первой половине 1930-х годов; в фонде музея около 11 тыс. экспонатов). В музее представлены такие экспозиции и выставки, как «История Пыталовского края», «Сыграй, старинный патефон…», «Край в годы буржуазной Латвии 1920—1940 гг.» Кроме того, в городе работает Народный музей космонавтики имени А. А. Штернфельда (с 1988 года).
В городе сохранились здания технической конторы железнодорожной станции (1900-е гг.) и железнодорожного вокзала (1901—1904 гг.; по другим данным — 1920-е гг.), двухэтажный кирпичный дом Завьялова (начало XX в.), деревянная шатровая церковь Святителя Николая Чудотворца (1929—1931 гг.), кирпичный храм-часовня Успения Божией Матери на Пыталовском кладбище (1937—1938 гг.). Имеются памятники: Герою Советского Союза Н. И. Юнкерову (1969 г.); на братской могиле воинов Красной армии, погибших при освобождении Пыталова в 1944 году (с Вечным огнём; 1974 г.).
В шести километрах от Пыталова расположена деревня Вышгородок — бывший «пригород» Пскова на границе с Ливонским орденом (заложен в 1476 году), в двадцати километрах от города, в деревне Пустое Воскресенье, есть старинная Воскресенская церковь (1496 г.; изображена на гербе Пыталовского района).
В Пыталове — шесть парков и скверов, в том числе Немецкий парк и сквер имени Н. И. Юнкерова.

## Религия
В городе находится действующий православный храм Святителя Николая Чудотворца, относящийся к Псковской епархии Русской православной церкви. Кроме того, зарегистрирована община христиан веры евангельской «Вифезда».

## Экономика
В настоящее время население Пыталова в основном занято на предприятиях жилищно-коммунального хозяйства, торговли и общественного питания, а также в местных подразделениях Федеральной таможенной службы России.
В городе действуют небольшие предприятия, на которых производятся комплектующие для автомобилей («АВТО-ПРОФ-ИТ»), пиломатериалы («Гросстимбер») и мясная продукция — колбасы («Пыталовский мясоперерабатывающий комбинат»).

## Транспорт
Через город проходят автомобильная дорога регионального значения Печоры — Вышгородок (с ответвлением к российско-латвийской границе) и железная дорога Санкт-Петербург — Псков — Резекне (Латвия), при этом пассажирские перевозки со станции Пыталово не осуществляются. Автобусное сообщение связывает Пыталово с Псковом, Островом, Опочкой, Красногородском и окрестными населёнными пунктами.

## Комментарии
1. ↑  В научной литературе топоним «Абрене» иногда ассоциируется с латышским словом abra (букв. — «квашня»), которое широко употребляется в микротопонимии в названиях лугов, полей, пастбищ, лесов и т. п., обозначая, видимо, увлажнённые понижения (см. Поспелов Е. М. Географические названия мира: Топонимический словарь. — М: АСТ, 2001.)
2. ↑  При этом в самой Латвии (в Бриежуциемской волости Балвского края), недалеко от границы с Пыталовским районом России, сохранилось старинное село Абриняс (или Абрини), находящееся у самой высокой для данной местности горы Онцика (123,9 м над уровнем моря)
3. ↑  По данным переписи населения Латвии 1935 года в пяти восточных волостях Абренского уезда русские составляли: в Аугшпилсской волости — 94 % от всего населения, в Гаурской волости — 93 %, в Каценской волости — 82 % , в Линавской волости — 95 %, в Пурвмальской волости — 67 % (при этом в городе Яунлатгале русских было 50,4 %, латышей — 38,6 %)
4. ↑  Общая площадь передаваемой территории составляла 1075,3 км², здесь проживало 3524 жителя, из них 645 — в городе Абрене (по данным на 1 октября 1944 года)

## Архивные источники
- РГИА, ф. 229, оп. 9, д. 3. «Об открытии для пассажирского движения полустанции Пыталово Петербурго-Варшавской ж. д.»